# Астбери, Уильям
Уильям Томас Астбери (англ. William Thomas Astbury; 25 февраля 1898 — 4 июня 1961) — британский физик, молекулярный биолог, член Лондонского королевского общества.

## Факты
- Изучал дифракцию рентгеновских лучей в органических молекулах (включая молекулы миозина, эпидермина и фибрина), открыв структуру некоторых из них.
- Исследовал кератин, что впоследствии послужило основой для открытия альфа-спирали.
- В 1937 году занялся изучением ДНК и внёс большой вклад в объяснение её строения.